# Adalbert Deșu
Adalbert Deșu (n. 24 martie 1909, Gătaia, România – d. 6 iunie 1937, Timișoara, România) a fost un fotbalist român de etnie maghiară, care a jucat pentru echipa națională de fotbal a României la Campionatul Mondial din 1930 din Uruguay, marcând primul gol reușit vreodată de România la un turneu final (a deschis scorul în primul minut al meciului de debut al României, împotriva reprezentativei Republicii Peru).
S-a retras din activitate în 1933. A încetat din viață în 1937, la doar 28 de ani, din cauza pneumoniei.